# Triacastela
Triacastela ist ein Ort am Jakobsweg in der Provinz Lugo der Autonomen Gemeinschaft Galicien und Hauptort des gleichnamigen Municipios.

## Geschichte

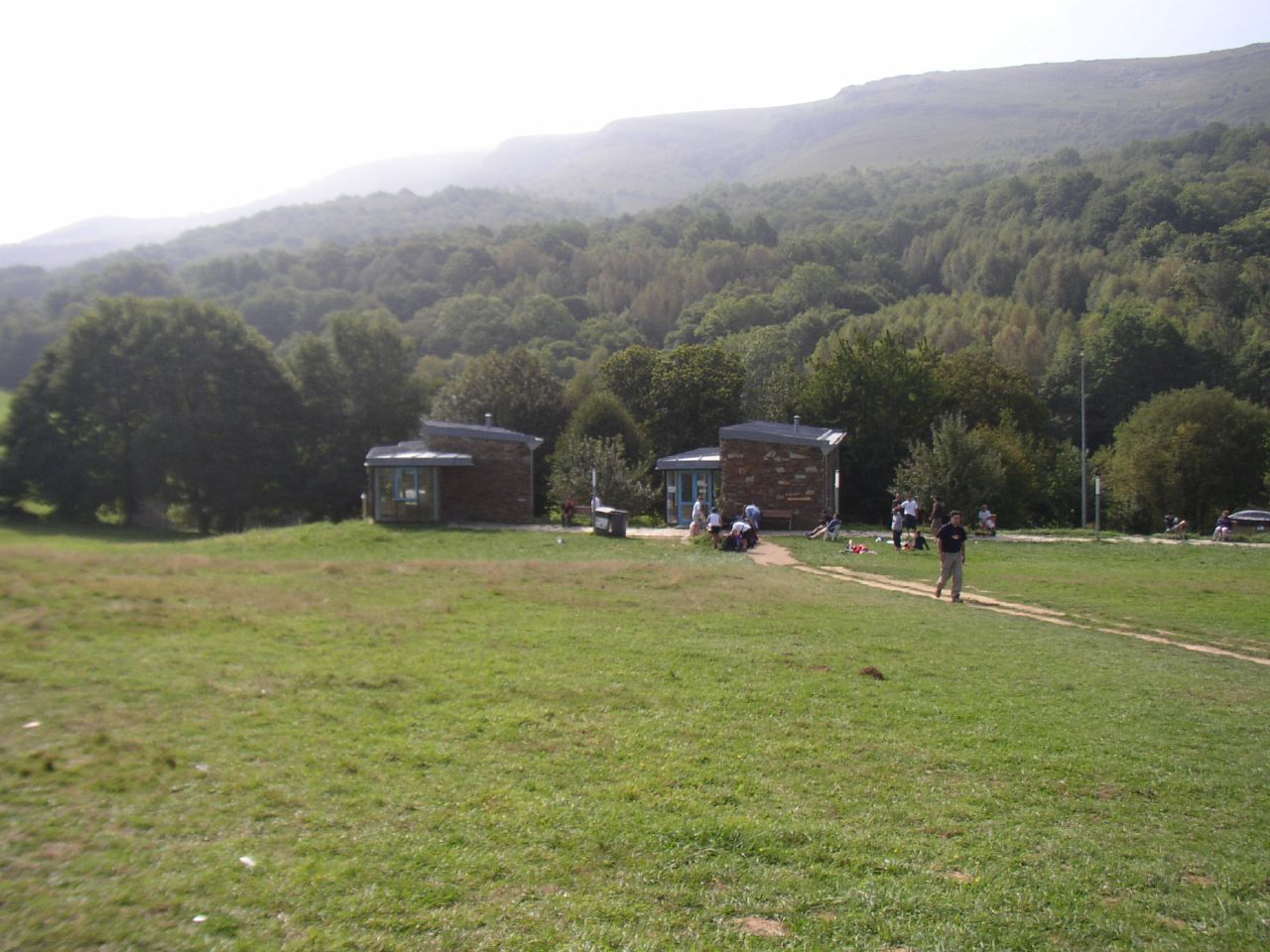
Die Pilgerherberge in Triacastela

Der Ortsname bezieht sich auf drei Burgen, von denen keine Reste erhalten sind. Die Gründung erfolgte im 9. Jahrhundert durch den Grafen Gatón del Bierzo. Aimeric Picaud erwähnt es im Jakobsbuch ebenso wie Arnold von Harff und Domenico Laffi in ihren Pilgerberichten. Bei Picaud endet hier die neunte Etappe, außerdem verweist er auf die Tradition, aus dem nahegelegenen Kalksteinbruch einen Kalkstein für den Bau der Kathedrale von Santiago de Compostela bis zu den Brennöfen in Castañeda zu tragen.

## Bevölkerungsentwicklung der Gemeinde
Quelle:INE-Archiv – grafische Aufarbeitung für Wikipedia

## Gemeindegliederung
Die Gemeinde Triacastela ist in acht Parroquias gegliedert:
| Parroquias        | Patrozinium  | Einwohner 2024 | Fläche km² | Dichte Einw./km² | Höhe msnm | Ortskennzahl |
| ----------------- | ------------ | -------------- | ---------- | ---------------- | --------- | ------------ |
| A Balsa           | San Breixo   | 25             | 6,18       | 4                | 736       | 27062020000  |
| Cancelo           | San Cristovo | 59             | 3,73       | 16               | 836       | 27062030000  |
| Lamas do Biduedo  | Santo Isidro | 80             | 5,14       | 16               | 1035      | 27062040000  |
| O Monte           | Santa María  | 45             | 3,63       | 12               | 774       | 27062050000  |
| Santalla de Alfoz | Santalla     | 61             | 4,09       | 15               | 708       | 27062010000  |
| Toldaos           | San Salvador | 57             | 6,31       | 9                | 797       | 27062060000  |
| Triacastela       | Santiago     | 195            | 15,35      | 13               | 664       | 27062070000  |
| Vilavella         | Santa María  | 100            | 6,75       | 15               | 730       | 27062080000  |

## Wirtschaft
| Ackerbau, Viehzucht und Fischerei                                                  | 102 | 037,92 |
| Industrie                                                                          | 017 | 06,32  |
| Bauwirtschaft                                                                      | 07  | 02,60  |
| Dienstleistungsbetriebe                                                            | 143 | 053,16 |
| Total                                                                              | 269 | 100,00 |
| * Daten aus dem Statistischen Amt für Wirtschaftliche Entwicklung in Galicien, IGE |     |        |

## Sehenswürdigkeiten
- Die Jakobskirche (Iglesia de Santiago) wurde im 18. Jahrhundert gebaut, ist aber die Rekonstruktion der früheren romanischen Kirche. Sie beherbergt eine Figur Jakobs als Apostel.
- Pilgerdenkmal auf der Plaza do Concello, errichtet 1965.